# Martin E. Schwab

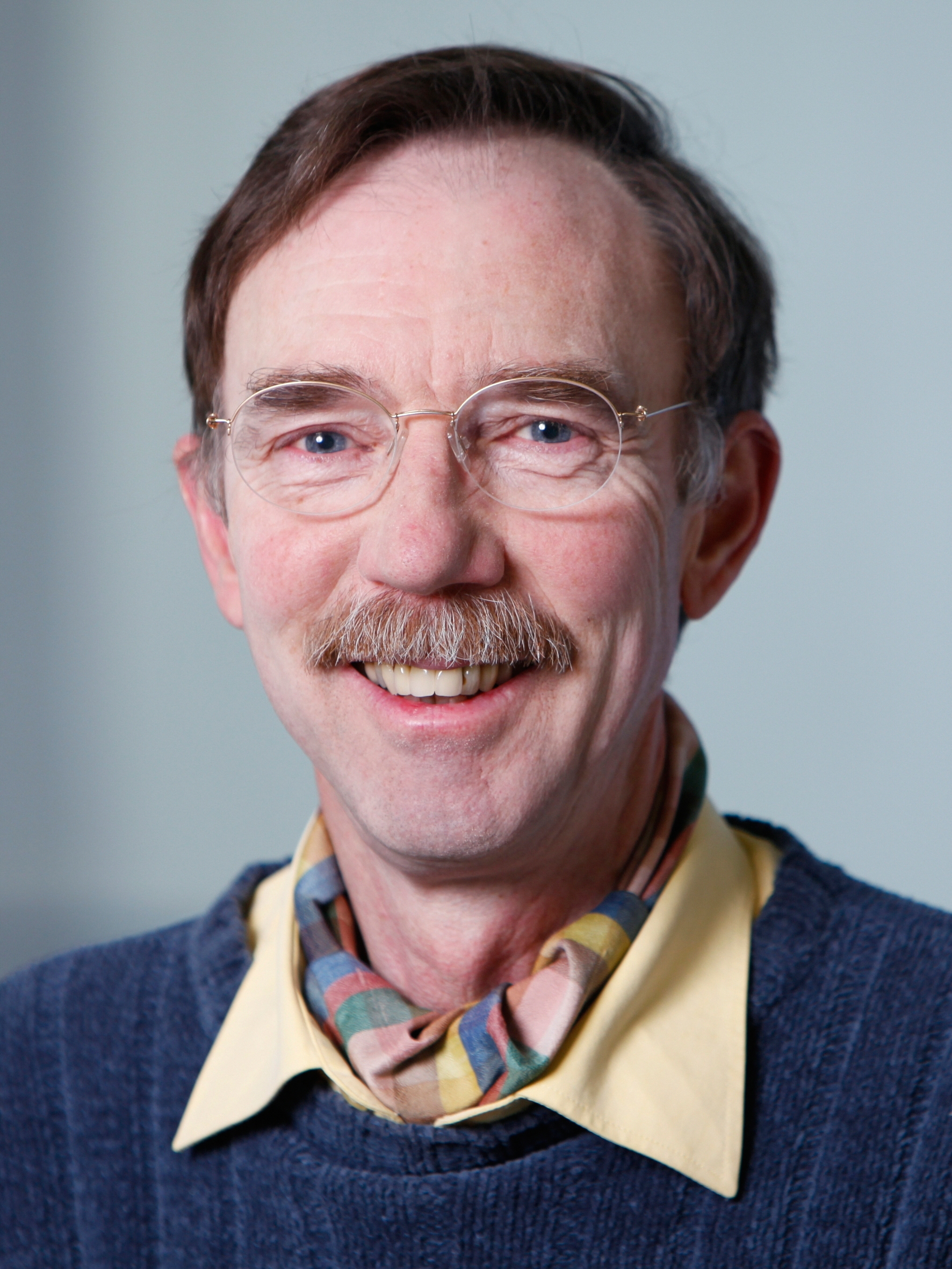
Martin Schwab (2011)

Martin Ernst Schwab (* 11. April 1949 in Basel) ist ein Schweizer Neurobiologe. Er war Professor für Hirnforschung an der Universität und der ETH Zürich.

## Ausbildung und Werdegang
Martin E. Schwab studierte an der Universität Basel Zoologie mit Botanik und Chemie als Nebenfach, wurde 1972 diplomiert und 1973 promoviert. Als Postdoktorand konnte er am dortigen Biozentrum einen Nervenwachstumsfaktor nachweisen. 1978 wurde er habilitiert. Danach arbeitete er in Harvard und von 1980 bis 1985 am Max-Planck-Institut für Psychiatrie, wo er die Existenz von Nervenwachstumshemmstoffen nachwies. 1985 wurde er ans Institut für Hirnforschung der Universität Zürich berufen, und ab 1997 leitete er eine Doppelprofessur am Biologie-Departement der ETH Zürich, die seit 1998 gemeinsam mit der dortigen Universität ein Zentrum für Neurowissenschaften betreibt. 2001 wurde er Mitglied der Deutschen Akademie der Naturforscher Leopoldina.
Seine Forschung konzentriert sich auf die temporäre Deaktivierung des nervenwachstumshemmenden Nogo-Proteins mittels Antikörpern, mit dem Ziel der Anwendung beim querschnittgelähmten Menschen. Im Oktober 2014 teilte er in einer Stellungnahme mit, dass die Phase 2 (Wirksamkeits-Nachweis) einer Studie, die gemeinsam mit dem Pharma-Unternehmen Novartis durchgeführt wird, in der Planung sei.
Im Jahr 2007 wurde Schwab von der Wahlvorbereitungskommission der ETH Zürich als Kandidat für das neu zu besetzende Präsidentenamt vorgeschlagen. Er zog seine Kandidatur jedoch im letzten Moment zurück. Anlass hierfür waren vermutlich Informationen über eine mögliche „Unkorrektheit“, die dem ETH-Rat zugetragen worden waren. Hierbei handelte es sich dem Anschein nach um ein Detail bzw. ein Erratum, das im Rahmen eines ETH-internen Machtkampfes stark an Bedeutung gewonnen hatte. Teile derselben Grafik waren versehentlich in zwei verschiedenen Publikationen der gleichen Forschungsgruppe verwendet worden. In beiden Publikationen war umgehend eine Richtigstellung publiziert worden. Der Rückzug Schwabs wurde innerhalb der Scientific Community von vielen Seiten bedauert. Gegen den ETH-Rat wurden schwerwiegende Vorwürfe erhoben. Im Jahre 2014 emeritierte Martin Schwab altersbedingt.
Schwab war seit 1972 mit der Künstlerin Ruth Handschin (1949–2020) verheiratet.

## Veröffentlichungen (Auswahl)
- The cytoarchitecture of the rhombencephalon of reptiles. Dissertation, Basel 1974, gekürzte Fassung: Die Zytoarchitektur des Rhombencephalon der Reptilien. Basel 1974
- M. E. Schwab and D. Bartholdi: Degeneration and regeneration of axons in the lesioned spinal cord. Physiological Reviews 1996 76:2, 319–370.
- Das Gehirn rostet nicht!. TV Uni Zürich, Zürich 2006, Film 110 Minuten, Aufzeichnung der Vorlesung der Senioren-Universität vom 16. Mai 2006

## Auszeichnungen (Auswahl)
- 1990 Cloëtta-Preis.
- 1992 Ernst-Jung-Preis für Medizin
- 1994 Marcel-Benoist-Preis (Marcel-Benoist-Stiftung)
- 1994 Mitglied der Academia Europaea
- 2001 Ehrendoktorwürde der Universität Basel
- 2001 Mitglied der Schweizer Akademie der Medizinwissenschaften
- 2001 Carus-Medaille (Deutsche Akademie der Naturforscher Leopoldina)
- 2002 Carus-Preis der Stadt Schweinfurt
- 2002 Zülch-Preis (Max-Planck-Gesellschaft)
- 2022 Ehrendoktorwürde der Universität Bonn